# Alianza obrera
Se denomina alianza obrera a los pactos llevados a cabo entre varias organizaciones —como partidos políticos o sindicatos— del movimiento obrero para intentar conseguir una mayor unidad de la clase trabajadora. En las alianzas obreras, las organizaciones consensúan unos puntos mínimos aceptables para todos los grupos que suscriben los acuerdos.
- Datos: Q11679779